# Baronnie de Kalávryta
vers 1209 – au cours des années 1270
La baronnie de Kalávryta (en grec moderne : Βαρωνία των Καλαβρύτων), ou baronnie de La Colo(u)vrate),
est un fief médiéval franc de la principauté d'Achaïe, situé dans la péninsule du Péloponnèse, centrée sur Kalávryta en Grèce. Elle fait partie des douze baronnies de la principauté d'Achaïe.

## Histoire
La baronnie de Kalávryta est créé vers 1209, après la conquête du Péloponnèse lors de la quatrième croisade. Elle est l'une des douze baronnies laïques au sein de la principauté d'Achaïe. La chronique de Morée mentionne que la baronnie est centrée sur la ville de montagne de Kalávryta et qu'elle comprend douze fiefs de chevaliers avec Othon de Durnay, inconnu par ailleurs, en tant que premier baron,
Durant les années 1260, son successeur est Geoffroi de Durnay qui est encore mentionné en 1289 comme artisan du mariage de Florent de Hainaut et d'Isabelle de Villehardouin. En 1292, ses fils Jean (en) (alors marié à une fille de Richard de Céphalonie) et Othon sont cités, mais la famille disparaît par la suite. À cette date, la baronnie est déjà perdue au profit des Byzantins de Mistra. Un document vénitien de 1278 semble indiquer que Kalavryta était sous contrôle grec à l'époque. Antoine Bon suggère qu'elle a été capturée au cours des premières années de 1270, lorsque les offensives grecques percent les défenses franques en Arcadie, et non, comme Karl Hopf le suggère, dans la première phase des offensives grecques vers 1264.
Geoffroi de Durnay est attesté après 1278 comme baron de La Grite, identifiée par Bon à la baronnie de Gritséna qui lui fut apparemment donnée à titre de compensation. Peu d'informations sont connues sur la baronnie à l'exception du fait que les Prémontrés s'y sont également installés.

## Liste des barons de Kalávryta
- Othon de Durnay (el) ;
- Geoffroi de Durnay, baron de Gritséna, son fils ;
- Jean de Durnay (en) (titulaire seulement), baron de Gritséna, son fils ;

Jean de Durnay épouse une fille de Richard Orsini (dont le nom est inconnu), mais on ne sait pas s'ils ont eu une descendance, et la famille comme ses titres disparaissent des archives.

## Sources
- (en) Cet article est partiellement ou en totalité issu de l’article de Wikipédia en anglais intitulé « Barony of Kalavryta » (voir la liste des auteurs).
- La Morée franque. Recherches historiques, topographiques et archéologiques sur la principauté d’Achaïe Bon Antoine - 1969 - Édition : De Boccard en ligne
- Chroniques greco-romanes : inédites ou peu connues avec notes et tables génealogiques / par Charles Hopf. -- Berlin : Weidmann, 1873.
- (en) Essays on the Latin Orient William Miller - Édition : Cambridge University Press - 1921 en ligne sur Google books